# Еймавил
Еймавѝл (на италиански и на френски: Aymavilles, на местен диалект: Le-z-Amaveulle, Ле з Амавеуле, от 1939 до 1946 г. Aimavilla, Аймавила) е село и община в Северна Италия, автономен регион Вале д'Аоста. Разположено е на 640 m надморска височина. Населението на общината е 2065 души (към 2010 г.).